# Intel Core i9
Pour les articles homonymes, voir Core et Intel Core.
La marque Core i9 d'Intel, dévoilée en mai 2017, est considérée comme étant du très haut de gamme dans le domaine des microprocesseurs multi-cœur.
Celle-ci est basée initialement sur la micro-architecture Skylake (de la famille de processeurs Kaby Lake), gravée en 14 nm. Ces processeurs sont destinés à un usage professionnel, où une puissance de calcul importante est nécessaire.
Depuis 2023 et la génération Meteor Lake, Intel abandonne la dénomination « i » pour celle d'« Ultra ».

## Processeurs pour PC de bureau
Fonctionnalités : MMX, SSE, SSE2, SSE3, SSSE3, SSE4.1, SSE4.2, AVX, AVX2, AVX-512, FMA3, MPX, Enhanced Intel SpeedStep Technology (EIST), Intel 64, XD bit (une implémentation de NX Bit), Intel VT-x, Intel VT-d, Turbo Boost, Hyper-threading, AES-NI, Intel TSX-NI (en), Smart Cache.
Nombre de lignes PCIe : 44.
| Famille            | Nom    | Nombre de cœurs/threads | Fréquence de base (GHz) | Fréquence turbo (GHz) | GPU                    | TDP   | Architecture |
| ------------------ | ------ | ----------------------- | ----------------------- | --------------------- | ---------------------- | ----- | ------------ |
| Intel Core i9      | 7900X  | 10/20                   | 3,30                    | 4,30                  | Intel UHD Graphics 630 | 140 W | Skylake      |
| Intel Core i9      | 7920X  | 12/24                   | 2,90                    | 4,30                  | Intel UHD Graphics 630 | 140 W | Skylake      |
| Intel Core i9      | 7940X  | 14/28                   | 3,10                    | 4,30                  | Intel UHD Graphics 630 | 165 W | Skylake      |
| Intel Core i9      | 7960X  | 16/32                   | 2,80                    | 4,20                  | Intel UHD Graphics 630 | 165 W | Skylake      |
| Intel Core i9      | 7980XE | 18/36                   | 2,60                    | 4,20                  | Intel UHD Graphics 630 | 165 W | Skylake      |
| Intel Core i9 2018 | 9900K  | 8/16                    | 3,60                    | 5,00                  | Intel UHD Graphics 630 | 95 W  | Coffee Lake  |
| Intel Core i9 2019 | 9820X  | 10/20                   | 3,30                    | 4,50                  | Intel UHD Graphics 630 | 165 W | Basin Falls  |
| Intel Core i9 2019 | 9900X  | 10/20                   | 3,50                    | 4,50                  | Intel UHD Graphics 630 | 165 W | Basin Falls  |
| Intel Core i9 2019 | 9980XE | 18/36                   | 3                       | 4,50                  | Intel UHD Graphics 630 | 165 W | Basin Falls  |

## Processeurs pour PC portables
Pas de support d'AVX-512.
| Famille       | Nom    | Nombre de cœurs/threads | Fréquence de base (W) | Fréquence turbo (W) | GPU              | TDP  | Architecture |
| ------------- | ------ | ----------------------- | --------------------- | ------------------- | ---------------- | ---- | ------------ |
| Intel Core i9 | 8950HK | 6/12                    | 2,90                  | 4,80                | UHD Graphics 630 | 45 W | Coffee Lake  |